# Elka Wardega
Elka Wardega é uma maquiadora australiana. Venceu o Oscar de melhor maquiagem e penteados na edição de 2016 por Mad Max: Fury Road, ao lado de Lesley Vanderwalt e Damian Martin.